# Alessandro Malvassia
 Alessandro Malva(s)sia (né le 26 avril 1748 à Bologne et mort le 12 septembre 1819 à Ravenne) est un cardinal italien du XIXe siècle. 

## Biographie
Alessandro Malvasia exerce diverses fonctions au sein de la curie romaine, notamment auprès de l'Inquisition. Le pape Pie VII le crée cardinal lors du consistoire du 8 mars 1816. Le cardinal Malvasia est légat apostolique à Ravenne.

### Source
- Alessandro Malvasia sur le site fiu.edu